# Juan Díaz Canales
 (juin 2018).
Si vous disposez d'ouvrages ou d'articles de référence ou si vous connaissez des sites web de qualité traitant du thème abordé ici, merci de compléter l'article en donnant les références utiles à sa vérifiabilité et en les liant à la section « Notes et références ».
Pour les articles homonymes, voir Juan Díaz, Diaz et Canales (homonymie).
Díaz  Canales est un nom espagnol. Le premier nom de famille, en général paternel, est Díaz ; le second, en général maternel, souvent omis, est Canales.
Juan Díaz Canales, né en 1972 à Madrid, est un scénariste de bande dessinée espagnol.

## Biographie
Juan Díaz Canales montra très tôt un intérêt envers la bande dessinée avant de se tourner vers le dessin animé. À 18 ans, il entre dans une école d'animation. 
En 1996, avec trois dessinateurs, il fonde la société Tridente Animation dans laquelle il travaille avec des sociétés européennes et américaines. Il travaille comme scénariste sur comics et film d'animation et comme réalisateur de séries télévisées et de films d'animation.
En travaillant aux studios d'animation Lápiz Azul, il rencontre Juanjo Guarnido auquel il propose un projet de bande dessinée, la future série Blacksad. Quatre albums à succès critique et commercial sont publiés durant les années 2000.
Canales signe en 2011, l'histoire des deux tomes du roman graphique 'Fraternity, dont la partie graphique est assurée par un autre compatriote, José Luis Munuera. Il revient à Blacksad pour livrer à Guarnido l'histoire du tome 5, Amarillo, publié en 2013.  La série va alors être mise en pause par ses auteurs.
Canales s'allie à Rubén Pellejero pour ressusciter un mythe de la bande dessinée italienne, Corto Maltese. Les auteurs signent un treizième tome, vingt-trois ans après le dernier album, réalisé par le créateur italien Hugo Pratt. À la suite du succès critique, le duo livre un tome 14, intitulé Équatoria, publié par Casterman en 2017.
Parallèlement, Canales revient au dessin pour livrer le one-shot Au fil de l'eau, chez Rue de Sèvres.

## Bandes dessinées
- Blacksad, dessins de Juanjo Guarnido, Dargaud

1. Quelque part entre les ombres, préface de Régis Loisel, 2000  (ISBN 2-205-04965-8)
2. Arctic-Nation, 2003  (ISBN 2-205-05199-7)
3. Âme Rouge, 2005  (ISBN 2-205-05564-X)
4. L'Enfer, le silence, 2010  (ISBN 978-2-205-06313-4)
5. Amarillo, 2013  (ISBN 978-2-205-07180-1)
6. Alors, tout tombe - Première partie, 2021  (ISBN 978-2-205-07804-6) - Sélection officielle du Festival d'Angoulême 2022
7. Alors, tout tombe - Seconde partie, 2023  (ISBN 978-2-205-08533-4)

Blacksad, les dessous de l'enquête, 2001  (ISBN 2-205-05290-X)
HS1. L'histoire des aquarelles, 2005  (ISBN 2-205-05810-X)
HS2. L'histoire des aquarelles - 2, 2010  (ISBN 978-2-205-06642-5)
- Les Patriciens, dessins de Gabor, Glénat, collection Humour BD

1. L'imagination au pouvoir, 2009  (ISBN 978-2-7234-6570-0)
2. Wandala : Année zéro, 2010  (ISBN 978-2-7234-7071-1)

- Fraternity, dessins de José Luis Munuera, Dargaud

1. Livre 1, 2011  (ISBN 978-2-205-06740-8)
2. Livre 2, 2011  (ISBN 978-2-205-06764-4)

- Corto Maltese, dessins de Rubén Pellejero, Casterman

1. Sous le soleil de minuit, 2015
2. Équatoria, 2017
3. Le Jour de Tarowean, 2019
4. Nocturnes berlinois, 2022

- Au fil de l'eau, Rue de Sèvres, 2016

## Récompenses
- 2001 :  Alph-Art coup de cœur pour Blacksad t. 1 : Quelque part parmi les ombres (avec Juanjo Guarnido)
- 2004 :  Prix du Public du festival d'Angoulême pour Blacksad t. 2 : Arctic-Nation (avec Juanjo Guarnido)
- 2005 :  Prix Harvey du meilleur album original pour Blacksad t. 2 : Arctic-Nation (avec Juanjo Guarnido)
- 2006 : 
  -  Prix de la série du festival d'Angoulême pour Blacksad (avec Juanjo Guarnido)
  -  Prix Maurice-Petitdidier pour Âme rouge (avec Juanjo Guarnido)
- 2011 : 
  -  Prix Harvey de la meilleure édition américaine d'une œuvre étrangère pour Blacksad (avec Juanjo Guarnido)
  -  Prix Peng ! de la meilleure bande dessinée européenne pour Blacksad : L'Enfer, le silence (avec Juanjo Guarnido)
- 2012 :  Grand prix de l'Imaginaire Bande dessinée / Comics pour Fraternity (avec José Luis Munuera)
- 2013 : 
  -  Prix Eisner de la meilleure édition américaine d'une œuvre internationale pour Blacksad : L’Enfer, le silence (avec Juanjo Guarnido)
  -  Prix Harvey de la meilleure édition américaine d'une œuvre étrangère pour Blacksad : L’Enfer, le silence (avec Juanjo Guarnido)
- 2014 :  Prix national de la bande dessinée (Premio Nacional del Cómic) pour Blacksad : Amarillo (avec Juanjo Guarnido)
- 2015 : 
  -  Prix Eisner de la meilleure édition américaine d'une œuvre internationale pour Blacksad : Amarillo (avec Juanjo Guarnido)
  -  Prix Harvey de la meilleure édition américaine d'une œuvre étrangère pour Blacksad : Amarillo (avec Juanjo Guarnido)
- 2023 :  Prix Eisner de la meilleure édition américaine d'une œuvre internationale pour Alors, tout tombe : Première Partie (avec Juanjo Guarnido)[2]
- 2024 :  Prix Eisner de la meilleure édition américaine d'une œuvre internationale pour Alors, tout tombe : Deuxième Partie (avec Juanjo Guarnido)[3]